# Jihlavanka

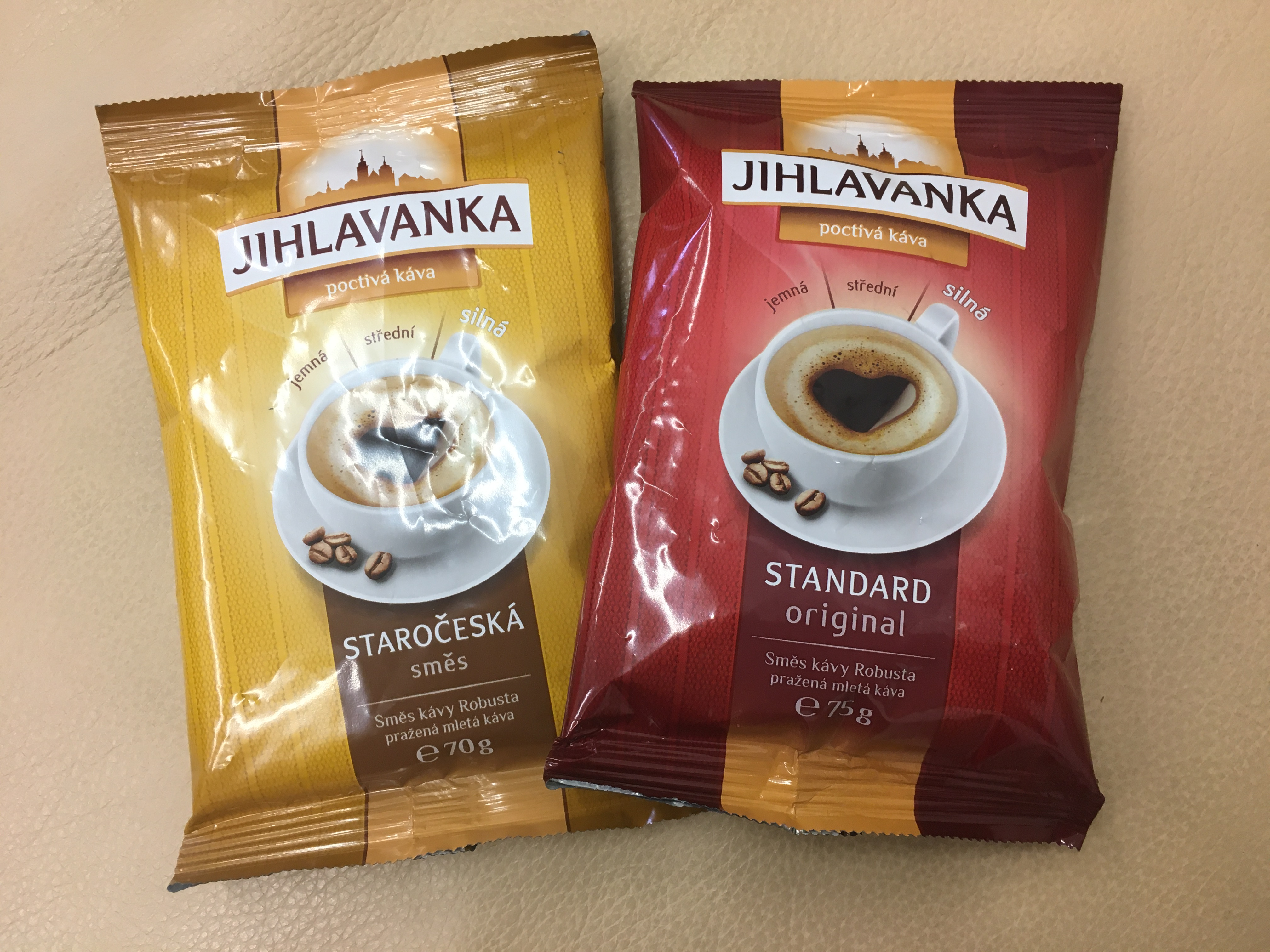
káva Jihlavanka

Jihlavanka je značka kávy. Vyrábí ji firma Tchibo. Patří mezi nejprodávanější značky na českém trhu.

## Historie
V roce 1958 byla v Jihlavě otevřena balírna a pražírna kávy dle speciální receptury. Káva nesla označení B, které odkazovalo na název závodu Balírny obchodu. V roce 1991 výrobu koupila firma Tchibo, o dva roky později vznikla značka Jihlavanka. Káva je pražena v Polsku a dalších zemích EU. Název je odvozen od města Jihlava, ve které se výroba zastavila v roce 2005 a centrála se z ní odstěhovala do Prahy v roce 2011.